# Mothers' Instinct
Mothers' Instinct è un film del 2024 diretto da Benoît Delhomme.
La pellicola è il remake del film Doppio sospetto di Olivier Masset-Depasse, a sua volta tratto dal romanzo Oltre la siepe di Barbara Abel.

## Trama
Nell'America suburbana del 1960, Alice e Céline sono vicine di casa e entrambe madri di ragazzi della stessa età. Alice organizza una festa a sorpresa per il compleanno di Céline, durante la quale le tensioni tra Alice e suo marito diventano evidenti. Il giorno dopo, il figlio di Céline, Max, resta a casa malato da scuola. Alice vede Max in piedi precariamente su un balcone, mentre cerca di appendere una casetta per gli uccelli che ha costruito a scuola, cerca di passare attraverso una scorciatoia nella recinzione che i bambini hanno costruito ma non ci riesce, quindi corre intorno alla casa fino al cancello principale e cerca di avvisare sua madre, ma i due non riescono ad agire abbastanza rapidamente e Max cade e muore.
Dopo la morte del figlio, Céline si allontana da Alice, ma si avvicina al figlio di Alice, Theo. Al funerale di Max, Theo nota uno dei suoi giocattoli nella bara di Max e si scaglia contro di lui. Dopo il funerale, Céline parte per un luogo sconosciuto per un mese e, quando torna, si riconcilia con Alice. Un giorno, Alice lascia Theo con Céline a casa sua e vede Theo giocare con le bolle sullo stesso balcone da cui è caduto Max. Va nel panico e corre da lui, ma questa volta riesce ad attraversare il passaggio attraverso la recinzione e si avvicina immediatamente alla casa di Céline. Céline appare accanto a Theo, spiegando che lo stava osservando, ma ha subito notato che Alice poteva passare attraverso la recinzione per suo figlio, a differenza dell'ultima volta per Max. Anche Alice se ne accorge e pensa che l'incidente sia stato il tentativo di Céline di metterla alla prova. Theo si avvicina ancora di più a Céline, al punto da invitarla alla sua festa di compleanno, con grande costernazione di Alice. La festa procede come previsto, ma poco dopo la suocera di Alice (la madre di Simon) improvvisamente crolla e muore di infarto.
La madre di Simon ha assunto farmaci per il cuore, ma un'autopsia eseguita su richiesta di Alice non rivela alcuna traccia di quel farmaco nel suo flusso sanguigno. Alice sospetta che Céline abbia sostituito il farmaco con un placebo, ma i suoi tentativi di trovare prove si rivelano infruttuosi. I sospetti di Alice si aggravano quando Theo viene ricoverato in ospedale dopo una grave reazione allergica a casa di Céline, con Alice che crede che Céline abbia deliberatamente incoraggiato Theo a mangiare cibo a cui è allergico. Alice entra in casa di Céline mentre è fuori un giorno per tentare di trovare prove, ma Céline la sorprende e le ordina di andarsene.
Alice e Simon pensano di allontanarsi da Céline, ma alla fine i due si riconciliano dopo che Theo minaccia di togliersi la vita in risposta alla loro faida. Più tardi quella notte, Céline uccide il marito sedandolo con il cloroformio e tagliandogli il polso, facendolo sembrare un suicidio. Alice e Simon permettono a Céline apparentemente sconvolta di stare con loro, ma mentre Alice va a casa di Céline per raccogliere il resto delle sue cose, Céline seda Simon e Theo. Quando Alice lo scopre, lei e Céline litigano. Alice inizialmente respinge il tentativo di Céline di sedarla con la forza, ma Céline in seguito riesce a sedarla e a uccidere sia lei che Simon scollegando la loro caldaia per inscenare una fuga di gas. Risparmia Theo e in seguito lo adotta.

## Produzione
Nell'ottobre 2020 è stato annunciato che Olivier Masset-Depasse era stato ingaggiato per dirigere un remake del suo stesso film Doppio sospetto con Jessica Chastain e Anne Hathaway nel ruolo delle protagoniste. Nel giugno 2022 Benoît Delhomme ha sostituito Masset-Depasse come regista del film, mentre Josh Charles e Anders Danielsen Lie si sono uniti al cast. Le riprese erano iniziate il mese precedente nella Contea di Union, nel New Jersey.

## Promozione
Il primo trailer è stato diffuso il 9 gennaio 2024.

## Distribuzione
Il film è stato distribuito nelle sale statunitensi l'8 marzo 2024 e in quelle italiane il 9 maggio successivo.

## Accoglienza

### Incassi
Il film ha incassato poco più di 3,2 milioni di dollari.

### Critica
Su Rotten Tomatoes il 53% delle 58 recensioni è positivo, con un voto medio di 5.7/10.